# 엔버드
엔버드 (NBIRD)는 대한민국의 보이 그룹이다. 아트21 엔터테인먼트 소속으로, MBC 오! 나의 파트, 너 우승을 차지한 신경식과 KBS JOY  우리가 응원한다! 청춘하라! 우승자 문지훈이 모인 그룹이다.
NBIRD라는 이름은 'National' 그리고 'And' (국가의: 더 구체적인)' 'Bird'(째즈를 일컫는 용어)의 약자로, 그룹의 핵심 키워드를 '자유로움 '과 '중심'을 잃지 않는 메시지를 음악으로 하나의 영역을 깨고 자유로운 영역으로 즉, 어떠한 영역을 뛰어 넘는 국제적인 그룹이라고 할 수 있다는 것이다.

## 활동
엔버드 (NBIRD) 멤버 경식은 SNS와 유튜브에서 소향 애국가 남자로 유명해졌고
지훈은 전 피겨선수 김연아와 함께 연아합창단으로 활동, 대한민국을 대표하는 소프라니스트로 알려져 있다.  
- 2018: 엔버드 결성

공익광고 시상식  
- 2021: 엔버드 데뷔

보건복지부 제 41회 장애인의 날 축하공연